# Tencin
Tencin település Franciaországban, Isère megyében. Lakosainak száma 2132 fő (2022. január 1.). Tencin Goncelin, Lumbin, La Pierre, La Terrasse és Theys községekkel határos.

## Népesség
A település népessége az elmúlt években az alábbi módon változott:
| Lakosok száma | 847  | 855  | 859  | 1150 | 1781 | 1984 | 2095 | 2128 | 2153 | 2132 |
|               | 1968 | 1982 | 1990 | 2006 | 2013 | 2015 | 2017 | 2019 | 2020 | 2022 |